# Ordine della Casata reale di Chakri
Il Più Illustre Ordine della Casata Reale di Chakri (thai: เครื่องขัตติยราชอิสริยาภรณ์อันมีเกียรติคุณรุ่งเรืองยิ่งมหาจักรีบรมราชวงศ์; RTGS: Khrueang Khattiyaratcha-itsariyaphon An Mi Kiattikhun Rung-rueang Ying Maha Chakkri Borommaratchawong) è un ordine cavalleresco thailandese dedicato alla dinastia regnante (Chakri).

## Storia
L'Ordine venne fondato nel 1882 da re Rama V del Siam (attuale Thailandia) per commemorare il centenario della nascita della città di Bangkok.
Veniva concesso ai membri della famiglia reale, ossia ai membri della dinastia Chakri, ai capi di stato stranieri ed ai membri di altre famiglie reali nel mondo.

## Classi
L'Ordine dispone solamente della classe di cavaliere che dà diritto al postnominale ม.จ.ก.

## Insegne
Le insegne sono composte da un collare con un pendente ed una placca a forma di stella fiammeggiante con al centro le insegne dell'Ordine da portare all'altezza del cuore. Vi è inoltre una fascia coi colori dell'Ordine che va dalla spalla sinistra al fianco destro e termina con un pendente.

Pendente di Chakri, collare
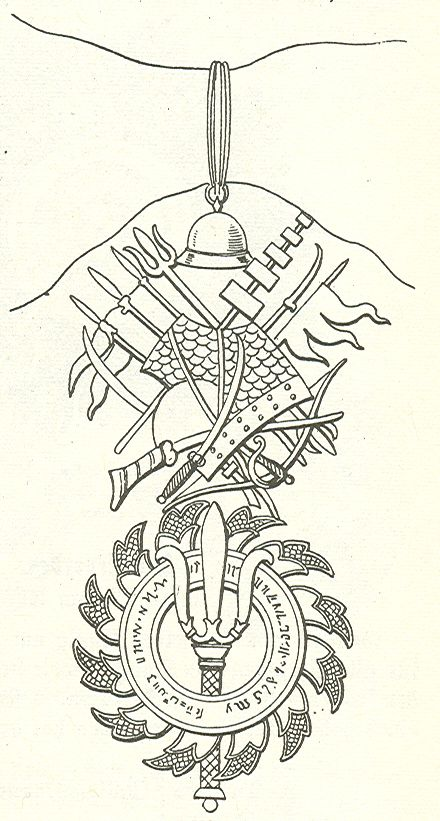
Pendente di Chula Chakri, fascia
Stella di Chakri

Il nastrino risulta completamente giallo, con al centro il simbolo dell'Ordine.

## Insigniti
Tra i notabili:
- Imperatore emerito Akihito del Giappone
- Imperatrice emerita Michiko del Giappone
- Raymond Poincaré - Primo ministro francese e poi Presidente
- Charles de Gaulle - Presidente francese
- Re Sisavang Vong - Re del Regno del Laos
- Regina Elisabetta II d'Inghilterra
- Dwight D. Eisenhower - Presidente U.S.A
- Re Olav V di Norvegia
- Granduchessa Carlotta di Lussemburgo
- Regina Giuliana dei Paesi Bassi
- Re Juan Carlos I di Spagna
- Regina Sofia di Grecia
- Re Baldovino I del Belgio
- Regina Margherita II di Danimarca
- Principessa Beatrice dei Paesi Bassi